# Mariam Coulibaly (Basketballspielerin)

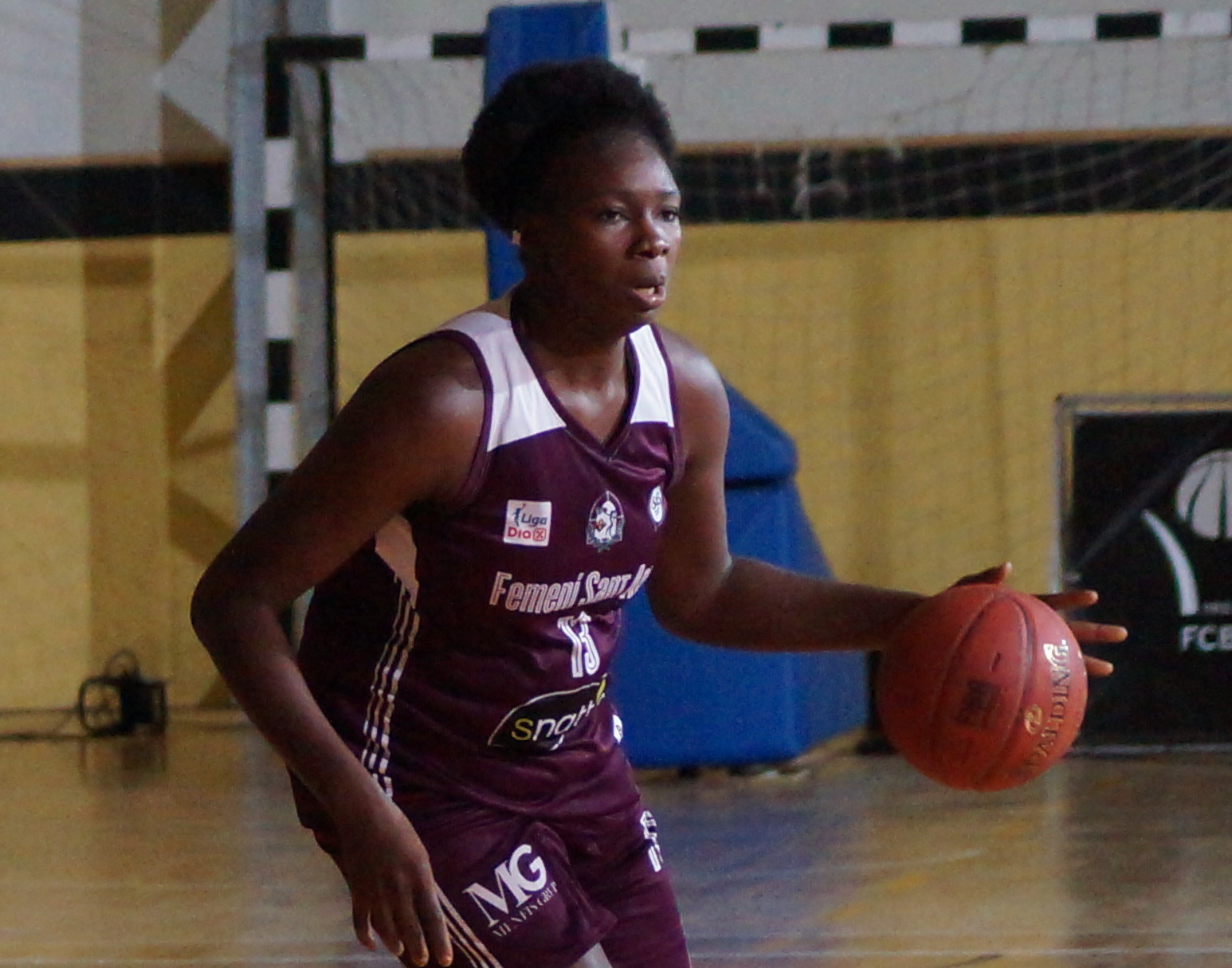
Mariam Coulibaly (2018)

Mariam Alou Coulibaly (* 7. Oktober 1997 in Bamako) ist eine malische Basketballspielerin.

## Leben
Mariam Coulibaly spielt für die Frauen-Mannschaft des französischen Basketballvereins Landerneau Bretagne Basket aus dem Département Finistère in der Region Bretagne.
Als Teil der Malischen Nationalmannschaft nahm sie an der Basketball-Afrikameisterschaft der Damen 2017 in Bamako teil. Die Nationalmannschaft erreichte den 3. Platz und damit die Bronzemedaille. Auch bei den Basketball-Afrikameisterschaft der Damen 2019 in Dakar war Mariam Coulibaly im Kader der Mannschaft. Die Nationalmannschaft erreichte auch diesmal den 3. Platz und damit die wieder die Bronzemedaille.
Sie ist die Schwester des professionellen Basketballspielers Naîgnouma Coulibaly.